# Swingin' - parte seconda
Swingin' - parte seconda è un album in studio del cantante e attore italiano Johnny Dorelli, pubblicato nel 2007 dalla Carosello Records.

## Descrizione
Nel 2007, dopo trentotto anni d'assenza, Pippo Baudo vuole Dorelli come cantante in gara del cinquantasettesimo Festival di Sanremo. L'ultima sua partecipazione risaliva al 1969 con il brano Il gioco dell'amore, in coppia con Caterina Caselli.
L'album, ideale seguito di Swingin', grande successo di tre anni prima, contiene anche in questo caso standard in inglese, molti dei quali pescati dal repertorio di Frank Sinatra come I Get a Kick Out of You, The Way You Look Tonight e They Can't Take That Away From Me, più due classici della musica italiana come In cerca di te (perduto amor) e la sua Arriva la bomba, versione riarrangiata del brano portato al successo da Dorelli come colonna sonora del film del 1967 Arrriva Dorellik. L'ultima traccia del disco è l'inedito presentato a Sanremo Meglio così, promosso come singolo solo come airplay radiofonico.
Il disco vede la partecipazione di Gloria Guida nell'inedita veste di produttrice.

## Edizioni
L'album fu pubblicato in Italia in CD, in digitale e per lo streaming dalla Carosello Records e distribuito dalla Warner Music Italia, con numero di catalogo CARSM198. Nel 2007 è stato distribuito in allegato al settimanale TV Sorrisi e Canzoni.

## Tracce
1. I Get a Kick Out of You
2. Just One of Those Things
3. The Way You Look Tonight
4. Cry Me a River
5. Let's Face the Music And Dance
6. In cerca di te
7. Stardust
8. Arriva la bomba
9. They Can't Take That Away from Me
10. When I Fall in Love
11. Meglio così